# یواس‌اس ویلیام ام وود (دی‌دی-۷۱۵)
یواس‌اس ویلیام ام وود (دی‌دی-۷۱۵) (به انگلیسی: USS William M. Wood (DD-715)) یک کشتی بود که طول آن ۳۹۰ فوت ۶ اینچ (۱۱۹٫۰۲ متر) بود. این کشتی در سال ۱۹۴۵ ساخته شد.